# Катастрофа на „Боинг 707“ в Кано, Нигерия през 1973 г.
На 22 януари 1973 г. „Боинг 707“ на „Найджерия Еъруейс“ се разбива на международното летище „Кано“, Кано, Нигерия, докато се опитва да кацне при силен вятър. Лошото време в Лагос кара екипажа да се отклони към международното летище „Кано“. Полетът се управлява от „Алия Ройал Джордейниън“ и е нает от „Найджерия Еъруейс“ и превозва поклонници обратно от международното летище „Крал Абдулазиз“, Джида, Саудитска Арабия, до международното летище Икеджа, Лагос, Нигерия.
Самолетът каца първо на предния си колесник, който се счупва след като удря вдлъбнатина на пистата, впоследствие машината излиза от нея и избухва в пламъци. От 202 пътници и екипаж на борда 176 загиват. По време на катастрофата, това е най-смъртоносният инцидент в гражданската авиация, и е надминат 14 месеца по-късно, когато самолетът, който обслужва полет 981 на „Търкиш Еърлайнс“ се разбива във Франция и убива 346 души, а така се превръща в авиационното бедствие с най-голям брой смъртни случаи (след като надминава и сваления през 1968 г. при Кхам Дук „C-130“, който убива 189 души).
Катастрофата на самолета в Кано е и най-смъртоносната авиационна катастрофа, която включва „Боинг 707“ по това време, докато друг самолет на „Алиа Роял Йорданиан“ се разбива в Мароко две години по-късно и остава най-смъртоносното авиационно бедствие в историята Нигерия.

## Източниц
1. 1 2  Accident description for JY-ADO //   asn.flightsafety.org. Посетен на 2024-11-25. (на английски)
2. ↑  Crash of a Boeing 707-3D3C in Kano: 176 killed //   baaa-acro.com. Посетен на 2024-11-25. (на английски)
3. ↑  ACCIDENT DETAILS //   planecrashinfo.com. Посетен на 2024-11-25. (на английски)
4. ↑  United Press International. World's Worst Plane Crash Kills 190 Pilgrims //   Ludington Daily News, 1973-01-22. Посетен на 2024-11-25. (на английски)
5. ↑  ASN Aircraft accident McDonnell Douglas DC-10-10 TC-JAV Bois d'Ermenonville" //   asn.flightsafety.org/. Посетен на 2024-11-25. (на английски)
6. ↑  Accident description for JY-AEE //   aviation-safety.net. Посетен на 2024-11-25. (на английски)

|  | Тази страница частично или изцяло представлява превод на страницата 1973 Kano Nigeria Airways Boeing 707 crash в Уикипедия на английски. Оригиналният текст, както и този превод, са защитени от Лиценза „Криейтив Комънс – Признание – Споделяне на споделеното“, а за съдържание, създадено преди юни 2009 година – от Лиценза за свободна документация на ГНУ. Прегледайте историята на редакциите на оригиналната страница, както и на преводната страница, за да видите списъка на съавторите. ВАЖНО: Този шаблон се отнася единствено до авторските права върху съдържанието на статията. Добавянето му не отменя изискването да се посочват конкретни източници на твърденията, които да бъдат благонадеждни. |